# Nasal konsonant
En nasal lukkelyd fremkommer når velum sænkes, således at luften kan strømme frit gennem næsen. Mundhulen fungerer fortsat som et resonanskammer for lyden, men luften slipper ikke ud gennem munden, da den bliver blokeret af tungen eller læberne. Dermed er det ikke næsen selv som udgør forskellen mellem de forskellige nasale lukkelyde, men derimod mundens artikulation, som i plosiver.
Liste over nasale lukkelyder:
- [m] er en stemt bilabial nasal
- [ɱ] er en stemt labiodental nasal (SAMPA: [F])
- [n] er en alveolar eller dental nasal: se alveolar nasal
- [ɳ] stemt retrofleks nasal (SAMPA: [n`])
- [ɲ] stemt palatal nasal (SAMPA: [J]); er en udbredt lyd in europæiske sprog som i spansk ñ; fransk og italiensk gn; katalansk og ungarsk ny; eller portugisisk nh.
- [ŋ] stemt velar nasal (SAMPA: [N]), som i ting.
- [ɴ] stemt uvular nasal (SAMPA: [N\])

| Sprog | Spire Denne artikel om sprog er en spire som bør udbygges. Du er velkommen til at hjælpe Wikipedia ved at udvide den. |